# 高野站 (東京都)
高野站（日语：／ Kōya eki */?）位於日本東京都足立區扇，屬於東京都交通局日暮里-舍人線的鐵路車站。車站編號是NT 07。

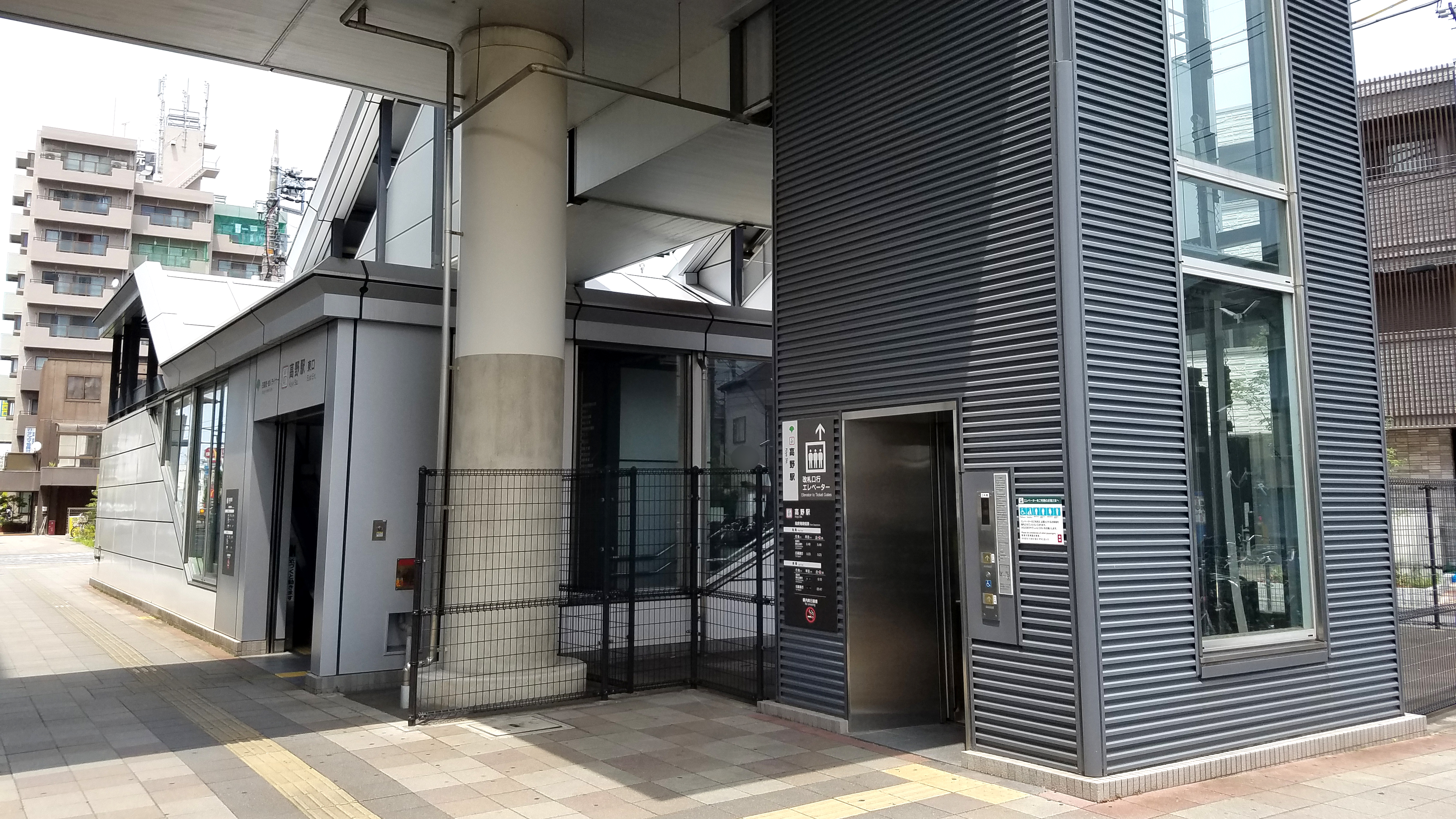
東口 (2021年7月)

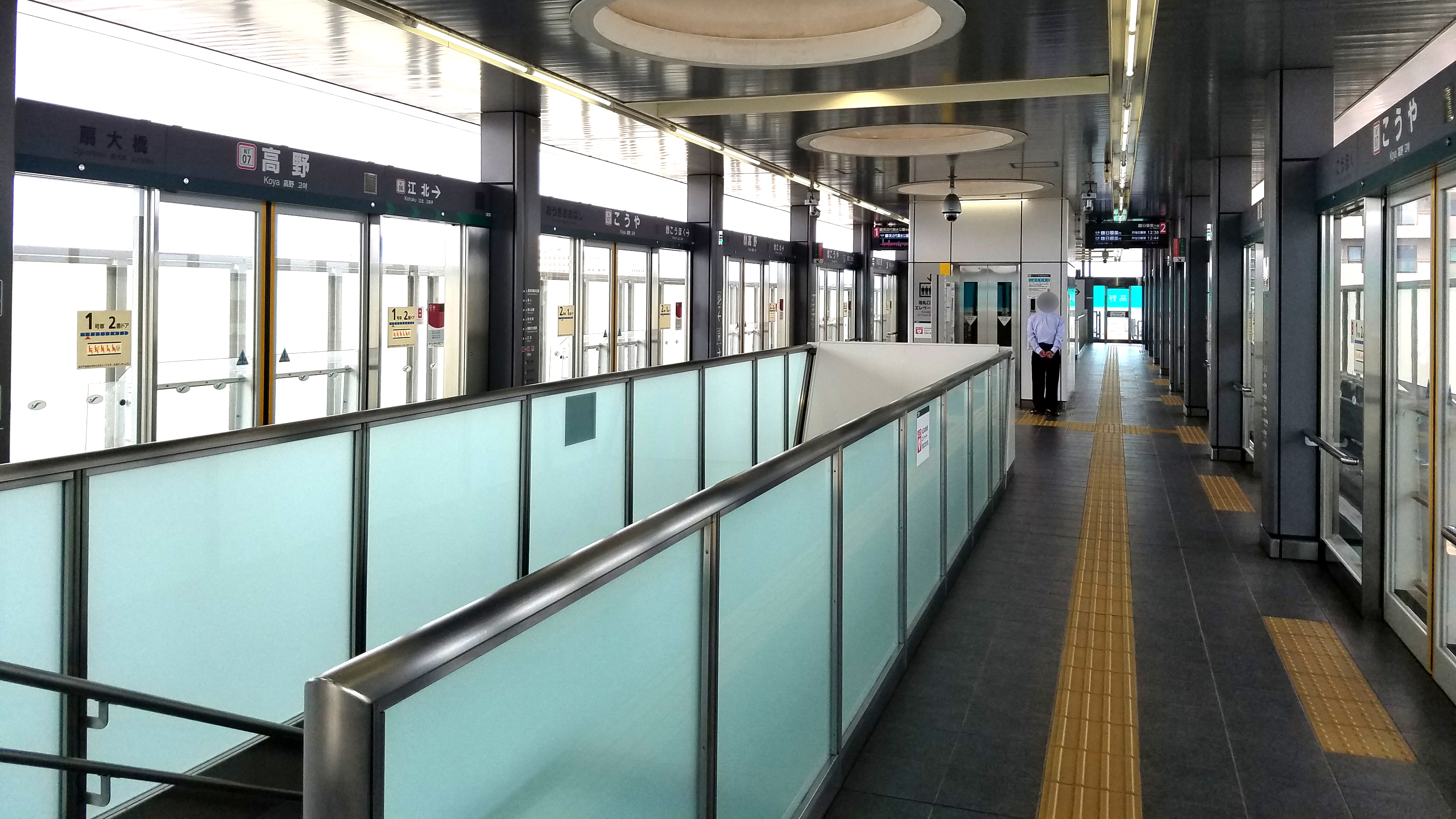
月台 (2021年7月)

## 車站結構
本站為島式月台1面2線高架車站。

### 月台配置
| 月台 | 路線          | 目的地             |
| ---- | ------------- | ------------------ |
| 1    | 日暮里-舍人線 | 見沼代親水公園方向 |
| 2    | 日暮里-舍人線 | 日暮里方向         |

## 歷史
- 2008年（平成20年）3月30日 - 開業。

## 使用情況
2016年度的1日平均上下車人次為5,591人（上車人次：2,829人、下車人次：2,762人）。日暮里-舍人線13個車站當中排行第10位。
開業以來的1日平均上下、上車人次推移如下表。
| 年度               | 1日平均 上下車人次 | 1日平均 上車人次 | 來源    |
| ------------------ | ------------------ | ---------------- | ------- |
| 2008年（平成20年） | 3,491              | 1,751            | [ * 1 ] |
| 2009年（平成21年） | 3,772              | 1,908            | [ * 2 ] |
| 2010年（平成22年） | 4,026              | 2,033            | [ * 3 ] |
| 2011年（平成23年） | 4,166              | 2,105            | [ * 4 ] |
| 2012年（平成24年） | 4,276              | 2,162            | [ * 5 ] |
| 2013年（平成25年） | 4,498              | 2,275            | [ * 6 ] |
| 2014年（平成26年） | 4,704              | 2,379            | [ * 7 ] |
| 2015年（平成27年） | 5,371              | 2,716            | [ * 8 ] |
| 2016年（平成28年） | 5,591              | 2,829            |         |

## 車站周邊
車站西側設有交通廣場。
- 都營北宮城公寓
- 足立區立扇中學校（日语：足立区立扇中学校）

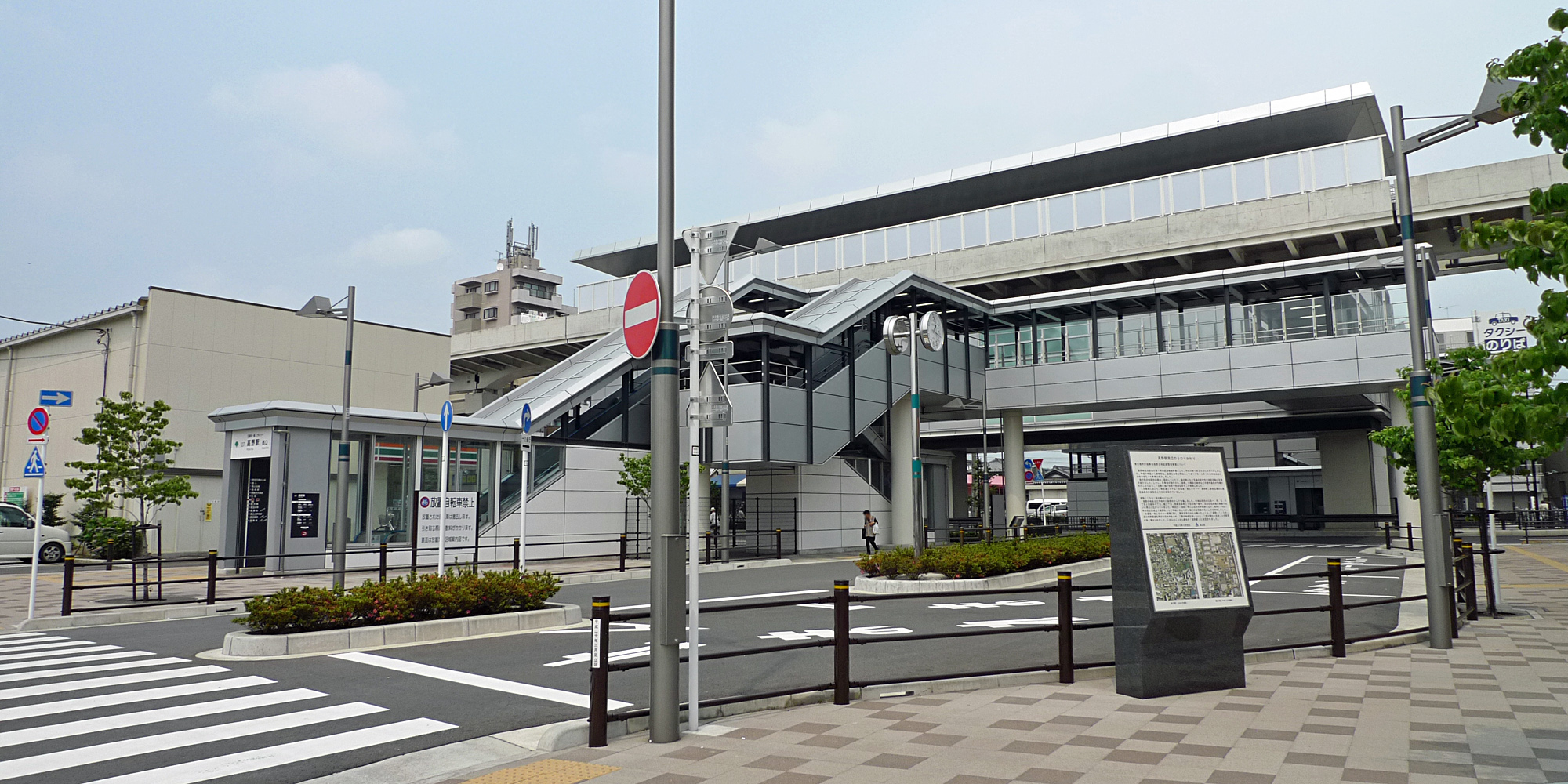
站前廣場看見的車站
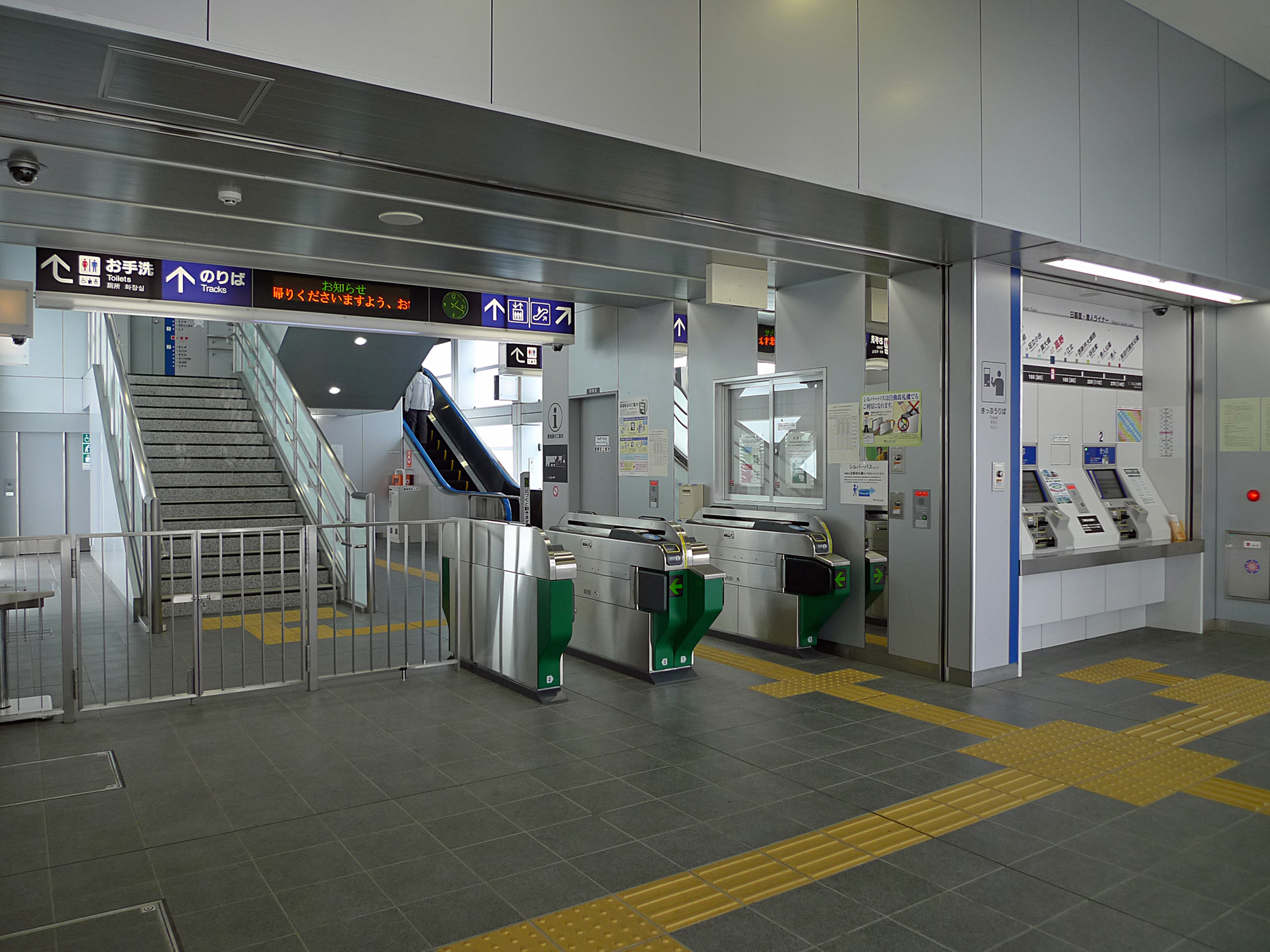
閘口（2009年6月14日）
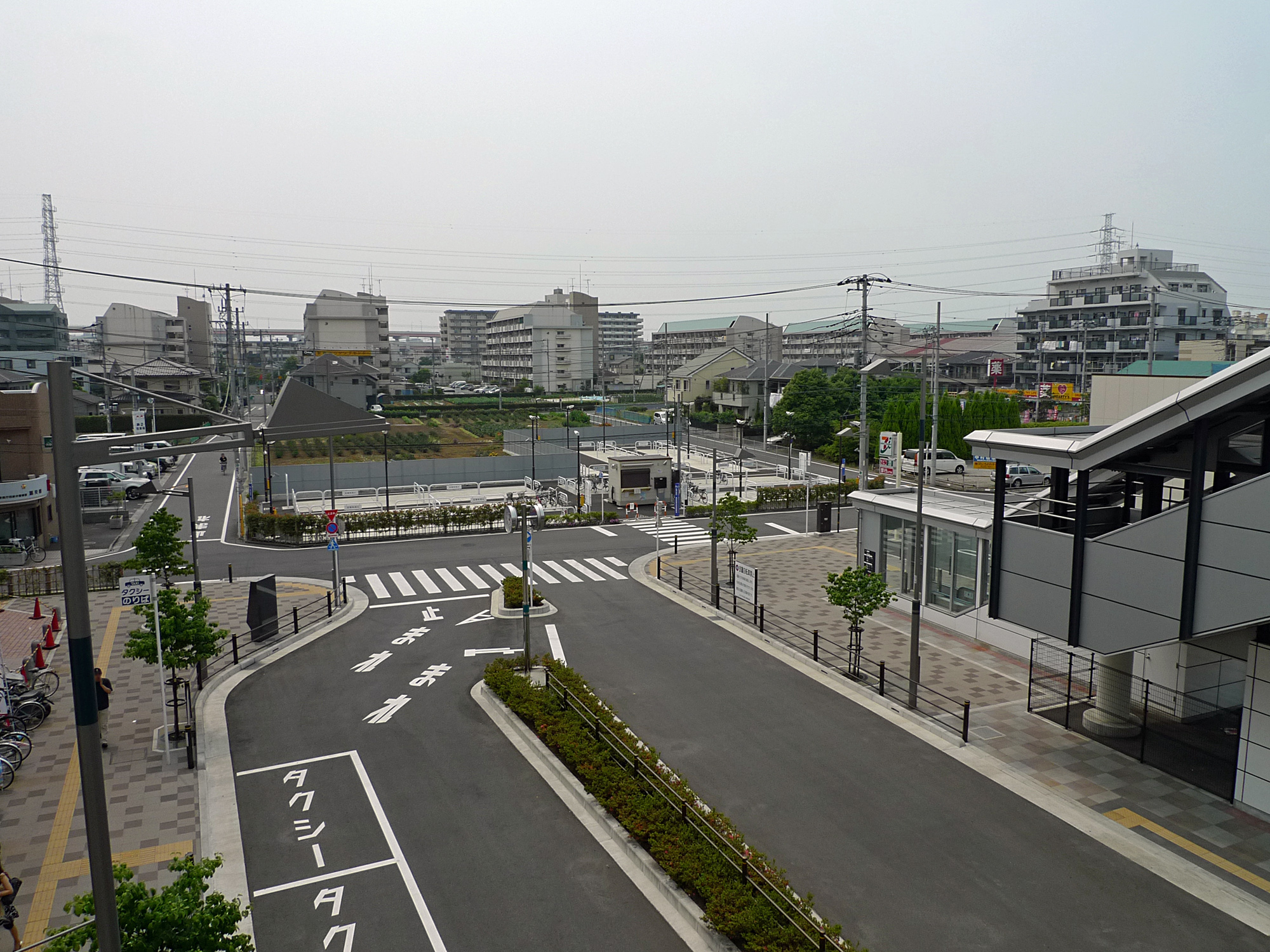
站前廣場

## 相鄰車站
東京都交通局
 日暮里-舍人線
扇大橋（NT 06）－高野（NT 07）－江北（NT 08）

## 外部連結
- 高野站 （页面存档备份，存于） - 東京都交通局